# Station Heinsberg
Station Heinsberg (Duits: Bahnhof Heinsberg) is een kopstation in de Duitse stad Heinsberg. Het station ligt aan de spoorlijn Lindern - Heinsberg. Van 1980 tot 2013 was de spoorlijn, en daarmee ook het station, gesloten maar werd in 2013 na reactivering van de spoorlijn vernieuwd en opnieuw ingebruik genomen. 

## Treinverbindingen
| Serie | Treinsoort                  | Route | Bijzonderheden                                           |
| ----- | --------------------------- | --- | -------------------------------------------------------- |
| RB 33 | Regionalbahn (DB Regio NRW) | Aachen Hbf – Herzogenrath – Lindern – / [ Heinsberg (Rheinl) ] Rheydt Hbf – Mönchengladbach Hbf – Viersen – Krefeld Hbf – Rheinhausen – Duisburg Hbf – Mülheim (Ruhr) Hbf – Essen Hbf | Rhein-Niers-Bahn Trein splitst en combineert in Lindern. |

0,0: Lindern ·
3,2: Heinsberg-Randerath ·
5,0: Heinsberg-Horst ·
6,4: Heinsberg-Porselen ·
7,8: Heinsberg-Dremmen ·
9,3: Heinsberg-Oberbruch ·
11,9: Heinsberg Kreishaus ·
12,3: Heinsberg